# (3494) Purple Mountain
(3494) Purple Mountain es un asteroide perteneciente al cinturón de asteroides, descubierto el 7 de diciembre de 1980 por el equipo del Observatorio de la Montaña Púrpura desde el Observatorio de la Montaña Púrpura, Nankín (China).

## Designación y nombre
Designado provisionalmente como 1980 XW. Fue nombrado Purple Mountain en homenaje al Observatorio de la Montaña Púrpura, desde el que se ha descubierto y uciado en la República Popular China.